# Conus fernandesi
Espèce
Statut de conservation UICN

 EN B1ab(iii)+2ab(iii) : En danger
Conus fernandesi est une espèce de mollusques gastéropodes marins de la famille des Conidae.
Comme toutes les espèces du genre Conus, ces escargots sont prédateurs et venimeux. Ils sont capables de « piquer » les humains et doivent donc être manipulés avec précaution, voire pas du tout.

## Description
La taille de la coquille varie entre 18 mm et 27 mm. Comme toutes les espèces du genre Conus, ces escargots sont prédateurs et venimeux et capables de "piquer" les humains qui les manipulent.

## Distribution
L'espèce est endémique du Cap-Vert et n'est connue jusqu'à présent que d'une bande côtière de 1 km de long sur une seule île, Santo Antão. Il a été trouvé parmi les algues et dans des crevasses à des profondeurs d'eau comprises entre 2 et 4 m. .

### Niveau de risque d’extinction de l’espèce
Selon l'analyse de l'UICN réalisée en 2011 pour la définition du niveau de risque d'extinction, cette espèce récemment décrite est endémique aux îles du Cap-Vert où elle a été trouvée sur l'île de Santo Antão au large de la côte sud à Porto Novo. La côte totale le long de laquelle cette espèce est présente est projetée à environ 1 km, et l'espèce est normalement rare dans les échantillons. Elle est sujette à de multiples menaces, principalement des événements de pollution et l'expansion du port cohérente avec l'occupation d'un habitat proche et entourant un port de ferry petit mais très fréquenté. L'espèce est considérée comme étant en danger B1ab(iii)+2ab(iii).

## Taxonomie

### Publication originale
L'espèce Conus fernandesi a été décrite pour la première fois en 2008 par les malacologistes Manuel Jimenez Tenorio (d) (1965-), Carlos Manuel Lourenço Afonso (d) (1973-) et Emilio Rolán Mosquera (d) (1935-) dans la publication intitulée « Vita Malacologica »,.

### Synonymes
- Africonus fernandesi (Tenorio, Afonso & Rolán, 2008) · appellation alternative
- Conus (Lautoconus) fernandesi Tenorio, Afonso & Rolán, 2008 · non accepté

## Identifiants taxonomiques
Chaque taxon catalogué par les bases de données biologiques et taxonomiques possède un identifiant qui permet d'établir un point de référence. Les identifiants de Conus fernandesi dans les principales bases sont les suivants :
CoL : XXDT - GBIF : 6510843 - iNaturalist : 150336 - IRMNG : 11705844 - TAXREF : 153717 - UICN : 192823 - WoRMS : 429015